# Heywood and Middleton
La circonscription de Heywood and Middleton  est une circonscription située dans le Grand Manchester et représentée à la Chambre des communes du Parlement britannique.